# Bibiano Fernandes
Bibiano Fernandes (ur. 30 marca 1980) – brazylijski zawodnik BJJ i mieszanych sztuk walki, trzykrotny mistrz świata w BJJ w wadze superpiórkowej (w kat. czarnych pasów). Były mistrz organizacji DREAM w wadze piórkowej i koguciej. Aktualny mistrz ONE Championship w wadze koguciej.
Mistrzostwo DREAM w wadze piórkowej zdobył 6 października 2009 roku, wygrywając przez niejednogłośną decyzję sędziów z Hiroyukim Takayą w finale turnieju DREAM Feather Weight GP w Jokohamie. 22 marca 2010 roku obronił tytuł, pokonując również przez niejednogłośną decyzję Joachima Hansena. Stracił go 31 grudnia 2010 roku, gdy przegrał w Saitamie w rewanżu z Takayą. 
W 2011 roku DREAM wprowadziła kategorię kogucią i zorganizowała turniej Grand Prix, który miał wyłonić mistrza w tej wadze. Jednym z jego uczestników był Fernandes, który awansował do finału, pokonując wcześniej Takafumiego Otsukę i Rodolfo Marquesa. Zmierzył się w nim z Amerykaninem Antonio Banuelosem podczas sylwestrowej gali Genki Desu Ka Omisoka 2011. Brazylijczyk wygrał przez TKO w 1. rundzie, dzięki celnym ciosom pięściami w parterze. 
31 maja 2013 roku zdobył pas tymczasowego mistrza filipińskiej organizacji ONE Championship w wadze koguciej (do 61 kg) pokonując bezsprzecznie na punkty Japończyka Koetsu Okazakiego. 18 października stoczył walkę unifikacyjną z mistrzem Soo Chul Kimem na ONE FC 11. Brazylijczyk pokonał rywala na punkty głównie dzięki umiejętnością zapaśniczym oraz parterowym i zunifikował tytuły stając się pełnoprawnym mistrzem ONE Championship.

## Osiągnięcia
Mieszane sztuki walki:
- od 2013: Mistrz ONE Championship w wadze koguciej (do 61 kg)
- 2013: Tymczasowy mistrz ONE Championship w wadze koguciej (do 61 kg)
- 2011-2012: Mistrz DREAM w wadze koguciej (do 61 kg)
- 2011: DREAM Grand Prix w wadze koguciej - 1. miejsce
- 2009–2010: Mistrz DREAM w wadze piórkowej (do 63 kg)
- 2009: DREAM Grand Prix w wadze piórkowej – 1. miejsce

Brazylijskie jiu-jitsu:
- 2007: Mistrzostwa Ameryk – 3. miejsce w wadze superpiórkowej
- 2006: Mundial – 1. miejsce w wadze superpiórkowej
- 2006: Mistrzostwa Ameryk – 1. miejsce w wadze superpiórkowej
- 2005: Mundial – 1. miejsce w wadze superpiórkowej
- 2005: Mistrzostwa Ameryk – 1. miejsce w wadze superpiórkowej
- 2004: Mundial – 2. miejsce w wadze superpiórkowej
- 2004: Mistrzostwa Ameryk – 1. miejsce w wadze superpiórkowej
- 2003: Mundial – 1. miejsce w wadze superpiórkowej
- 2003: Mistrzostwa Brazylii – 1. miejsce w wadze superpiórkowej
- 2002: Mistrzostwa Brazylii – 1. miejsce w wadze superpiórkowej